# خالد کردغلی
خالد کردغلی (عربی: خالد كردغلي؛ زادهٔ ۳۱ ژانویهٔ ۱۹۹۷) بازیکن فوتبال اهل سوریه است.
وی همچنین در تیم‌های ملی فوتبال زیر ۱۶ سال سوریه، زیر ۲۳ سال سوریه، و سوریه بازی کرده‌است.